# クリス・プラット
クリス・プラット（Chris Pratt, 1979年6月21日 - ）は、アメリカ合衆国の俳優。

## 生い立ち
ミネソタ州ヴァージニアで生まれ、ワシントン州レイクスティーブンスで育った。父親はイギリス・ドイツ・スイス・フランス系カナダ人、母親はノルウェーの家系。姉と兄がいる。父親は建設業の仕事をしていた。

## キャリア
レイクスティーブンス高校ではレスリングに励んでいた。高校卒業後、コミュニティ・カレッジで演技を学ぶが初学期で中退。クーポンのセールスマン、ストリッパー、洗車、ハンバーガーショップの店員、ホテルのルームサービス係、ベビーシッターなどをして働いた。
その後19歳でハワイのマウイ島でホームレス生活を送る。
1998年、マウイのレストランで働いていた時に客として店に来ていた女優のレイ・ドーン・チョンと出会い、彼女の監督作品『Cursed Part 3』で映画デビュー。
テレビシリーズの『エバーウッド 遥かなるコロラド』（2002年 - 2006年）や『The O.C.』（2006年 - 2007年）などに出演。NBCのコメディドラマ『パークス・アンド・レクリエーション』（2009年 - 2015年）のアンディ・ドワイヤー役で人気を博する。
映画は『ウォンテッド』（2008年）で、主人公の彼女を寝取る役を演じた。『マネーボール』（2011年）、『ゼロ・ダーク・サーティ』（2012年）、『her/世界でひとつの彼女』（2013年）などの話題作やアカデミー賞ノミネート作品に出演を重ねる。
2014年公開のアニメーション映画『LEGO ムービー』の主人公エメットの声を担当。

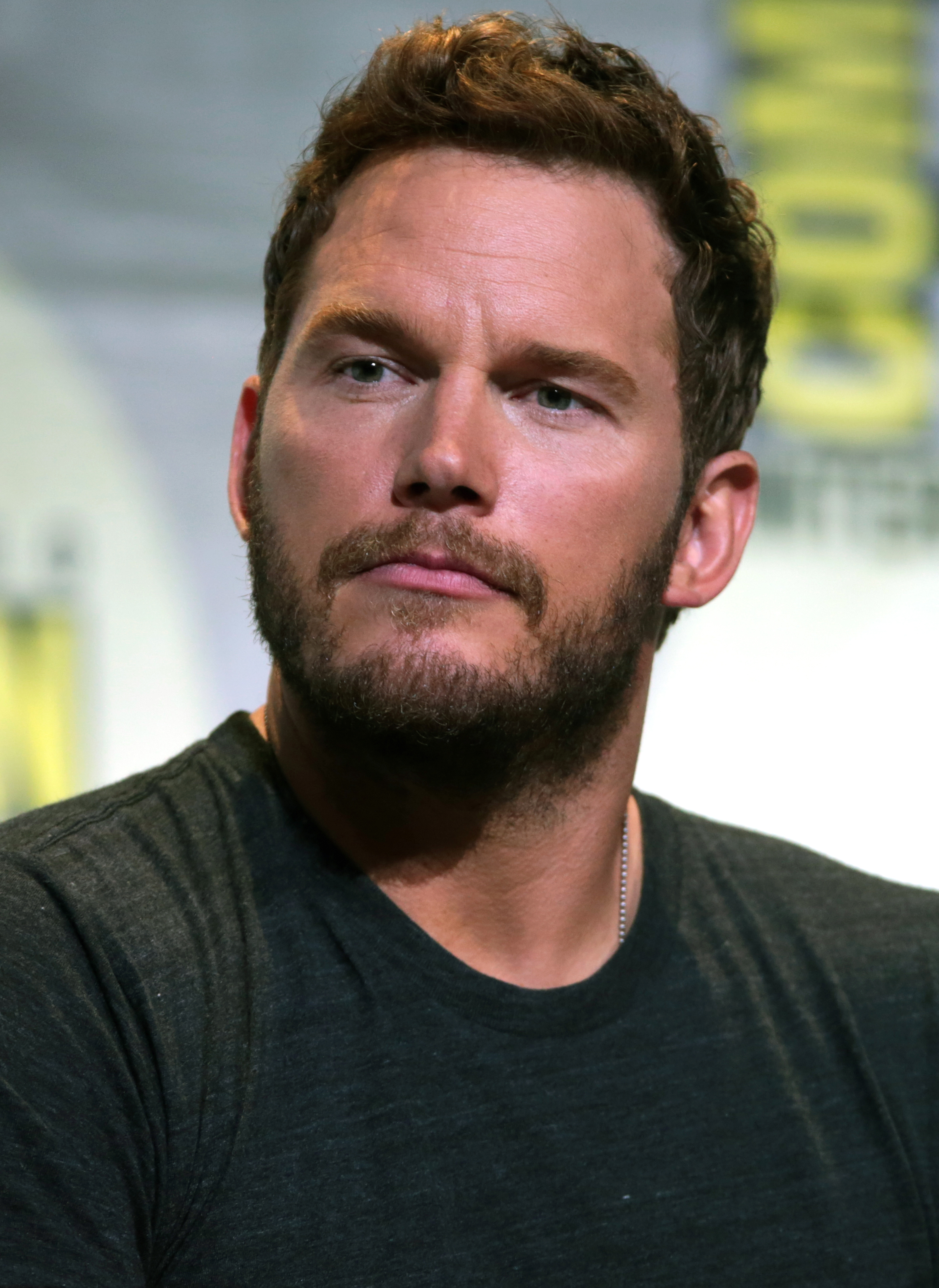
2016年、サンディエゴ・コミコンでのプラット

2014年、ジェームズ・ガン監督のSF映画『ガーディアンズ・オブ・ギャラクシー』のピーター・クイル / スター・ロード役で主演を務めた。原作はマーベル・コミックの中でも無名の作品だったが、世界興行収入が7億ドルを突破するなど予想をはるかに上回る大ヒットとなり、一躍スターダムにのし上がった。2017年に続編の『ガーディアンズ・オブ・ギャラクシー:リミックス』、2023年に『ガーディアンズ・オブ・ギャラクシー:VOLUME 3』が公開され、同じマーベル・シネマティック・ユニバースの『アベンジャーズ/インフィニティ・ウォー』（2018年）、『アベンジャーズ/エンドゲーム』（2019年）にも同役で出演。
2015年、コリン・トレボロウ監督のSF映画『ジュラシック・ワールド』で主演を務め、世界興行収入が16億ドルを超えるジュラシック・パークシリーズ最大のヒット作となった。2018年には続編『ジュラシック・ワールド/炎の王国』、2022年には『ジュラシック・ワールド/新たなる支配者』が公開された。
2015年、アメリカのタイム誌が発表する世界で最も影響力のある100人のリスト「タイム100」に選ばれた。
2017年4月21日、ハリウッド・ウォーク・オブ・フェームに名前が刻まれた。

## 私生活
2004年から2006年まで『エバーウッド 遥かなるコロラド』で共演したカナダの女優エミリー・ヴァンキャンプと交際。
映画『パーティー・ナイトはダンステリア』で共演した女優のアンナ・ファリスと2009年7月9日に結婚、2012年8月に第一子となる長男Jack（ジャック）が誕生した。2017年8月6日に法的に破局したと発表、同年12月1日に離婚を申請、2018年10月24日に離婚が成立。長男の養育は共同親権で合意した。
2018年6月に俳優のアーノルド・シュワルツェネッガーとマリア・シュライバーの長女で作家のキャサリン・シュワルツェネッガーとの交際が明らかになり、2019年1月13日に婚約を発表、同年6月8日に再婚した。2020年8月に長女Lyla Maria Schwarzenegger Pratt（ライラ・マリア・シュワルツェネッガー・プラット）が誕生した。

## メディアによる外観
2018年、狩猟や剥製づくりを趣味とするプラットが、自らが撃った鹿の肉をさばいている写真や、自身の牧場で育てている子羊が食用であることを「この惑星で最も幸せな子羊たち。とても可愛い。彼らはある日起きたら死んでいて、僕の冷凍庫に入っている。」と語るビデオをインスタグラムに投稿したことで、SNSをはじめとしたネット上でバッシングが発生。対する右派のニューヨーク・ポスト紙はプラットの趣味の範疇にそこまでのバッシングは不要ではないかと擁護する記事を2018年12月に掲載した。2014年に雑誌GQや雑誌Esquireのインタビューで30～40丁の銃を所持し狩猟を楽しんでいることを明かしていたことが併せて批判の対象となった。
また2019年2月に、「神は存在する。神はあなたを愛している。」と受賞スピーチで熱弁をふるうほど熱心なキリスト信者あるプラットが牧師の勧めでファスティング（断食）を行った際に、「プラットの通うゾーイ教会が『反LGBT』の教会として有名であることにも触れるべきだ」と、カナダ人俳優のエリオット・ペイジがプラットの断食に関するニュース記事を引用してツイッターで指摘。教会の思想とその教会に通う有名人を分けて考えるべきかという論争が巻き起こった。
2019年7月、ティーパーティー運動のシンボルでもある「ガズデン旗」がプリントされたTシャツを着用していたことが、「極右活動家が使用する白人至上主義の旗だ」として左派より批判された。対する右派のFOXニュースはプラットのTシャツ着用に何も問題はないと支持する報道をした。

## 出演作品
※役名の太字表記は主演。

### 映画

#### 劇場公開映画
| 年   | 題名                                                                         | 役名                                                | 備考                                                                   | 吹き替え                                      |
| ---- | ---------------------------------------------------------------------------- | --------------------------------------------------- | ---------------------------------------------------------------------- | --------------------------------------------- |
| 2003 | エックス・チーム The Extreme Team                                            | キーナン                                            | 別題: The X-Team WOWOWで放映                                           |                                               |
| 2005 | Strangers with Candy                                                         | ブランソン                                          |                                                                        | N/A                                           |
| 2007 | Walk the Talk                                                                | カム                                                | N/A                                                                    |                                               |
| 2008 | Wieners                                                                      | ボビー                                              | N/A                                                                    |                                               |
| 2008 | ウォンテッド Wanted                                                          | バリー                                              | 川島得愛（劇場公開版） 小林親弘（BSテレ東版）                          |                                               |
| 2009 | ブライダル・ウォーズ Bride Wars                                              | フレッチャー・フレムソン                            | 日本劇場未公開                                                         | 永井誠                                        |
| 2009 | アメリカン・パイパイ ようこそ美乳天国へ Deep in the Valley                   | レスター・ワッツ                                    | 別題: American Hot Babes 日本劇場未公開                                | （吹き替え版なし）                            |
| 2009 | ジェニファーズ・ボディ Jennifer's Body                                       | ローマン・デューダ                                  |                                                                        | 不明                                          |
| 2011 | パーティー・ナイトはダンステリア Take Me Home Tonight                        | カイル・マスターソン                                | 日本劇場未公開                                                         | 阪口周平                                      |
| 2011 | マネーボール Moneyball                                                       | スコット・ハッテバーグ                              |                                                                        | T.ラック                                      |
| 2011 | ワン・ナイト 10 Years                                                        | カリー                                              | 日本劇場未公開                                                         | （吹き替え版なし）                            |
| 2011 | 運命の元カレ What's Your Number?                                             | ドナルド                                            | 日本劇場未公開                                                         | 櫻井トオル                                    |
| 2012 | 憧れのウェディング・ベル The Five-Year Engagement                            | アレックス・エイルハウアー                          | 日本劇場未公開                                                         | 小野塚貴志                                    |
| 2012 | ゼロ・ダーク・サーティ Zero Dark Thirty                                      | ジャスティン                                        |                                                                        | 中林俊史                                      |
| 2013 | ムービー43 Movie 43                                                          | ダグ                                                | 「プープ・オン・ミー!」に出演                                          | 杉村憲司                                      |
| 2013 | her/世界でひとつの彼女 Her                                                   | ポール                                              |                                                                        | 山岸治雄                                      |
| 2013 | 人生、サイコー! Delivery Man                                                 | ブレット                                            | 日本劇場未公開                                                         | 落合弘治                                      |
| 2014 | LEGO ムービー The Lego Movie                                                 | エメット・ブロックスキー                            | 声の出演                                                               | 森川智之                                      |
| 2014 | ガーディアンズ・オブ・ギャラクシー Guardians of the Galaxy                   | ピーター・クイル / スター・ロード                   |                                                                        | 山寺宏一                                      |
| 2015 | ジュラシック・ワールド Jurassic World                                        | オーウェン・グレイディ                              | 玉木宏（劇場公開版） 山本耕史（日本テレビ版） 山寺宏一（ザ・シネマ版） |                                               |
| 2015 | ジェム&ホログラムス Jem and the Holograms                                    | 本人役                                              | カメオ出演 日本劇場未公開                                              |                                               |
| 2016 | マグニフィセント・セブン The Magnificent Seven                               | ジョシュ・ファラデー                                |                                                                        | 三上哲                                        |
| 2016 | パッセンジャー Passengers                                                    | ジム・プレストン                                    | 小松史法                                                               |                                               |
| 2017 | ガーディアンズ・オブ・ギャラクシー:リミックス Guardians of the Galaxy Vol. 2 | ピーター・クイル / スター・ロード                   | 山寺宏一                                                               |                                               |
| 2018 | アベンジャーズ/インフィニティ・ウォー Avengers: Infinity War                 | ピーター・クイル / スター・ロード                   | 山寺宏一                                                               |                                               |
| 2018 | ジュラシック・ワールド/炎の王国 Jurassic World: Fallen Kingdom               | オーウェン・グレイディ                              | 玉木宏（劇場公開版） 山寺宏一（ザ・シネマ版）                          |                                               |
| 2019 | レゴ ムービー 2 The Lego Movie 2: The Second Part                            | エメット・ブロックスキー レックス・デンジャーベスト | 声の出演                                                               | 森川智之                                      |
| 2019 | ビリー・ザ・キッド 孤高のアウトロー The Kid                                  | グラント・カットラー                                | 別題『スリー・ジャスティス 孤高のアウトロー』                          | 市橋尚史                                      |
| 2019 | アベンジャーズ/エンドゲーム Avengers: Endgame                                | ピーター・クイル / スター・ロード                   |                                                                        | 山寺宏一                                      |
| 2020 | 2分の1の魔法 Onward                                                          | バーリー・ライトフット                              | 声の出演                                                               | 城田優                                        |
| 2021 | トゥモロー・ウォー The Tomorrow War                                          | ダン・フォレスター                                  | 兼製作総指揮                                                           | 山寺宏一                                      |
| 2022 | ジュラシック・ワールド/新たなる支配者 Jurassic World: Dominion               | オーウェン・グレイディ                              |                                                                        | 玉木宏（劇場公開版） 山寺宏一（ザ・シネマ版） |
| 2022 | ソー:ラブ&サンダー Thor: Love and Thunder                                    | ピーター・クイル / スター・ロード                   | 山寺宏一                                                               |                                               |
| 2023 | ザ・スーパーマリオブラザーズ・ムービー The Super Mario Bros. Movie           | マリオ                                              | 声の出演                                                               | 宮野真守                                      |
| 2023 | ガーディアンズ・オブ・ギャラクシー:VOLUME 3 Guardians of the Galaxy Vol. 3   | ピーター・クイル / スター・ロード                   |                                                                        | 山寺宏一                                      |
| 2024 | ねこのガーフィールド The Garfield Movie                                      | ガーフィールド                                      | 声の出演                                                               | 山里亮太                                      |
| 2026 | Mercy                                                                        | TBA                                                 | ポストプロダクション                                                   | TBA                                           |
| TBA  | Way of the Warrior Kid                                                       | ジェイク                                            | 兼製作 ポストプロダクション                                            | TBA                                           |

#### WEB配信映画
| 年   | 題名                                        | 役名   | 配信局  | 吹替     |
| ---- | ------------------------------------------- | ------ | ------- | -------- |
| 2025 | エレクトリック・ステイト The Electric State | キーツ | Netflix | 星野貴紀 |

### 短編映画
| 年   | 題名                  | 役名                     | 備考     |
| ---- | --------------------- | ------------------------ | -------- |
| 2000 | Cursed Part 3         | デボン                   |          |
| 2009 | The Multi-Hyphenate   | クリス                   |          |
| 2013 | Mr. Payback           | ダレン                   |          |
| 2018 | Emmet's Holiday Party | エメット・ブロックスキー | 声の出演 |

### テレビシリーズ

#### テレビドラマ
| 年              | 題名                                                    | 役名                     | 備考                                            | 吹替     |
| --------------- | ------------------------------------------------------- | ------------------------ | ----------------------------------------------- | -------- |
| 2001            | The Huntress                                            | ニック・オーウェンズ     | シーズン1第15話「Who Are You?」                 | N/A      |
| 2002-2006       | エバーウッド 遥かなるコロラド Everwood                  | ブライト・アボット       | 計89話出演                                      | 三戸耕三 |
| 2005            | ジャッジメント・デイ 地球崩壊 Path of Destruction       | ネイサン・マケイン       | テレビ映画                                      | 白鳥哲   |
| 2006-2007       | The O.C.                                                | ウィンチェスター（チェ） | 計9話出演                                       | 不明     |
| 2008            | ザ・バットマン The Batman                               | ジェイク                 | 声の出演 シーズン5第9話「巨大動物 あらわる」    | 不明     |
| 2009-2015, 2020 | パークス・アンド・レクリエーション Parks and Recreation | アンディ・ドワイヤー     | 計125話出演                                     |          |
| 2010-2011       | ベン10 アルティメットエイリアン Ben 10: Ultimate Alien  | クーパー・ダニエルズ     | 声の出演 計2話出演                              | 不明     |
| 2013            | Timms Valley                                            | ドノバン・ティムズ       | 声の出演 テレビ映画                             | N/A      |
| 2014            | サタデー・ナイト・ライブ Saturday Night Live            | 司会                     | シーズン40第1話「Chris Pratt/Ariana Grande」    | N/A      |
| 2017            | Mom                                                     | ニック・バナザック       | シーズン4第11話「Good Karma and the Big Weird」 | N/A      |

#### WEB配信ドラマ
| 年    | 題名                                                                                                | 役名                              | 配信局             | 備考                                                  | 吹替     |
| ----- | --------------------------------------------------------------------------------------------------- | --------------------------------- | ------------------ | ----------------------------------------------------- | -------- |
| 2022- | ターミナル・リスト The Terminal List                                                                | ジェームズ・リース                | Amazon Prime Video | 兼製作総指揮                                          | 山寺宏一 |
| 2022  | ガーディアンズ・オブ・ギャラクシー ホリデー・スペシャル The Guardians of the Galaxy Holiday Special | ピーター・クイル / スター・ロード | Disney+            | テレビスペシャル                                      | 山寺宏一 |
| 2023  | マーベル・スタジオ アッセンブル Marvel Studios: Assembled                                           | 本人                              | Disney+            | 「ガーディアンズ・オブ・ギャラクシー:VOLUME 3の裏側」 | 山寺宏一 |
| 2025  | The Terminal List: Dark Wolf                                                                        | ジェームズ・リース                | Amazon Prime Video | 兼製作総指揮                                          |          |

### ビデオゲーム
| 年   | 題名                                      | 役名                                              |
| ---- | ----------------------------------------- | ------------------------------------------------- |
| 2010 | Ben 10 Ultimate Alien: Cosmic Destruction | クーパー・ダニエルズ                              |
| 2012 | Kinect スター・ウォーズ Kinect Star Wars  | オビ＝ワン・ケノービ                              |
| 2014 | The Lego Movie Videogame                  | エメット・ブリコウスキー                          |
| 2015 | Lego Jurassic World                       | オーウェン・グレイディ                            |
| 2015 | Lego Dimensions                           | エメット・ブリコウスキー / オーウェン・グレイディ |

## 授賞とノミネート
| 賞                    | 年   | 部門                   | 作品名                                                         | 結果       |
| --------------------- | ---- | ---------------------- | -------------------------------------------------------------- | ---------- |
| MTVムービー・アワード | 2014 | 最優秀演技賞           | 『ガーディアンズ・オブ・ギャラクシー』 Guardians of the Galaxy | ノミネート |
| MTVムービー・アワード | 2014 | 最優秀コメディ演技賞   | 『ガーディアンズ・オブ・ギャラクシー』 Guardians of the Galaxy | ノミネート |
| MTVムービー・アワード | 2014 | 最優秀音楽シーン賞     | 『ガーディアンズ・オブ・ギャラクシー』 Guardians of the Galaxy | ノミネート |
| MTVムービー・アワード | 2014 | 最優秀ヒーロー賞       | 『ガーディアンズ・オブ・ギャラクシー』 Guardians of the Galaxy | ノミネート |
| MTVムービー・アワード | 2014 | 最優秀シャツなし演技症 | 『ガーディアンズ・オブ・ギャラクシー』 Guardians of the Galaxy | ノミネート |
| MTVムービー・アワード | 2015 | 最優秀アクション演技賞 | 『ジュラシック・ワールド』 Jurassic World                      | 受賞       |
| MTVムービー・アワード | 2015 | 最優秀演技賞           | 『ジュラシック・ワールド』 Jurassic World                      | ノミネート |
| MTVムービー・アワード | 2018 | ジェネレーション賞     | N/A                                                            | 受賞       |
| サターン賞            | 2014 | 主演男優賞             | 『ガーディアンズ・オブ・ギャラクシー』 Guardians of the Galaxy | 受賞       |
| サターン賞            | 2015 | 主演男優賞             | 『ジュラシック・ワールド』 Jurassic World                      | ノミネート |

## 日本語吹き替え
当初、作品ごとに異なる声優が務めていたが、『ガーディアンズ・オブ・ギャラクシー』のスター・ロード役で山寺宏一が起用されたことがきっかけで、以降は主に山寺が声を務めるようになり、現在では「クリスの声でお馴染みの山寺」とも評されるフィックス声優となっている。
『ジュラシック・ワールド』三部作（劇場公開版）では玉木宏が担当したが、後にザ・シネマで山寺による新録版が制作された。
また、山寺は2017年に『ガーディアンズ・オブ・ギャラクシー:リミックス』のカーペット・イベントにてプラットと対面を果たしている。
このほかにも、小松史法、三上哲、三戸耕三、阪口周平、山本耕史、星野貴紀なども声を当てたことがある。